# Matt pricklav
Matt pricklav (Arthonia pruinata) är en lavart som först beskrevs av Christiaan Hendrik Persoon, och fick sitt nu gällande namn av Steud. ex A.L. Sm. Matt pricklav ingår i släktet Arthonia och familjen Arthoniaceae.  Arten är reproducerande i Sverige. Inga underarter finns listade i Catalogue of Life.